# Matthew E. Welsh

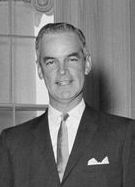
Matthew E. Welsh (1961)

Matthew Empson Welsh  (*  15. September 1912 in Detroit, Michigan; † 28. Mai 1995 in Indianapolis, Indiana) war ein US-amerikanischer Politiker und von 1961 bis 1965 der 41. Gouverneur des Bundesstaates Indiana.

## Frühe Jahre und politischer Aufstieg
Matthew Welsh besuchte bis 1934 die Indiana University und studierte anschließend an der University of Chicago Jura. Nach seinem Examen und seiner Zulassung als Anwalt praktizierte er einige Jahre in seinem neuen Beruf in Vincennes. Welsh war Mitglied der Demokratischen Partei und wurde im Jahr 1940 in das Repräsentantenhaus von Indiana gewählt. Dort verblieb er, bis er im Jahr 1943 sein Mandat aufgab, um der US Navy während des Zweiten Weltkrieges beizutreten. Dort diente er in einer Reserve-Einheit. Nach dem Krieg war er zwischen 1950 und 1951 Bundesstaatsanwalt für das südliche Indiana. Zwischen 1955 und 1959 war er Mitglied des Senats von Indiana. Im Jahr 1956 bewarb er sich erfolglos um das Amt des Gouverneurs. Vier Jahre später gelang es ihm, als Kandidat seiner Partei in das höchste politische Amt Indianas gewählt zu werden, wobei er sich mit 50,4 Prozent der Stimmen knapp gegen den Republikaner Crawford F. Parker durchsetzte.

## Gouverneur von Indiana
Matthew Welsh trat sein neues Amt am 9. Januar 1961 an. In seiner vierjährigen Amtszeit wurde eine zweiprozentige Mehrwertsteuer in Indiana eingeführt, um die Staatseinnahmen zu erhöhen. Im Jahr 1963 wurde das Bürgerrechtsgesetz für Indiana (Civil Rights Bill) verabschiedet, um die Rassengleichberechtigung juristisch zu verwirklichen. In den staatlichen Naturparks wurden Trainingslager für Jugendliche eingerichtet. In der Staatsregierung entstanden mit der „Fair Employment Commission“ und dem „Department of Administration“ zwei neue Ministerien. Bemerkenswert ist noch, dass der Gouverneur einen Popsong wegen angeblicher sexueller Inhalte aus den Radioprogrammen Indianas verbannte, ohne dass er sich das Lied überhaupt angehört hatte. Dabei handelte es sich um „Louie Louie“ von der Gruppe „The Kingsmen“.

## Weiterer Lebenslauf
Nach dem Ende seiner Gouverneurszeit im Januar 1965 wurde Welsh Rechtsanwalt in Indianapolis. Im Jahr 1966 wurde er von Präsident Lyndon B. Johnson zum Vorsitzenden einer amerikanisch-kanadischen Kommission ernannt, die sich mit den Wasserstraßen im Grenzgebiet der beiden Länder befasste. Dieses Amt übte er bis 1970 aus. Im Jahr 1972 bewarb er sich um eine erneute Amtszeit als Gouverneur von Indiana, kam jedoch nur auf 42,5 Prozent der Stimmen und unterlag damit dem Republikaner Otis R. Bowen. Danach zog er sich aus der Politik zurück. Er war dann aber noch Kurator der Vincennes University. Matthew Welsh starb im Jahr 1995 und wurde in Vincennes beigesetzt. Er war mit Virginia Homann verheiratet, mit der er zwei Kinder hatte.